# 神戸居留地競馬
神戸居留地競馬（こうべきょりゅうちけいば）とは1868年年末から1874年秋にかけて神戸外国人居留地およびその周辺で居留外国人が開催した競馬（居留地競馬）である。

## 歴史

### 1868年クリスマスの競馬
1868年1月1日（慶応3年12月7日）、1858年に結ばれた安政五カ国条約に基づき兵庫港（後の神戸港）が開港し神戸村に外国人が居住し商業活動を行うための外国人居留地（神戸外国人居留地）が設けられた。1868年12月25日（明治元年11月12日）、居留外国人が開港1年目のクリスマスを祝うイベントとして居留地東北部の砂道で競馬を開催した。この競馬は神戸外国人居留地における初の組織的なスポーツ活動であった。この開催は239分（4分は1両に相当する）の剰余金を出す成功を収め、それを受けて居留外国人は競馬施行体を作りその下で定期的に競馬を開催することを計画した。

### ヒョウゴ・レース・クラブ（HRC）の創設
翌1869年3月1日（明治2年1月19日）、当時の神戸外国人居留地における主要な外交官、実業家が多く出席する会議が開かれ競馬施行体ヒョウゴ・レース・クラブ（HRC）の創設が承認された。HRCは横浜居留地の横浜レース倶楽部に続き居留外国人が外国人居留地に設立した2つ目の競馬施行体であり、かつ神戸外国人居留地で最初に発足したスポーツ組織であった。4月17日（3月6日）、HRCの下で初となる競馬が前年のクリスマスと同様に居留地東北部の砂道で開催された。開催当日は休日とされ、居留地内の店舗は休業した。この慣習は横浜居留地でも取り入れられていたもので、以降の開催も同様に休日となった。この開催は盛況を博し、開催当日の夜に行われたパーティーでは早くも次回開催に向けて寄付金が集められた。

### 競馬場の建設

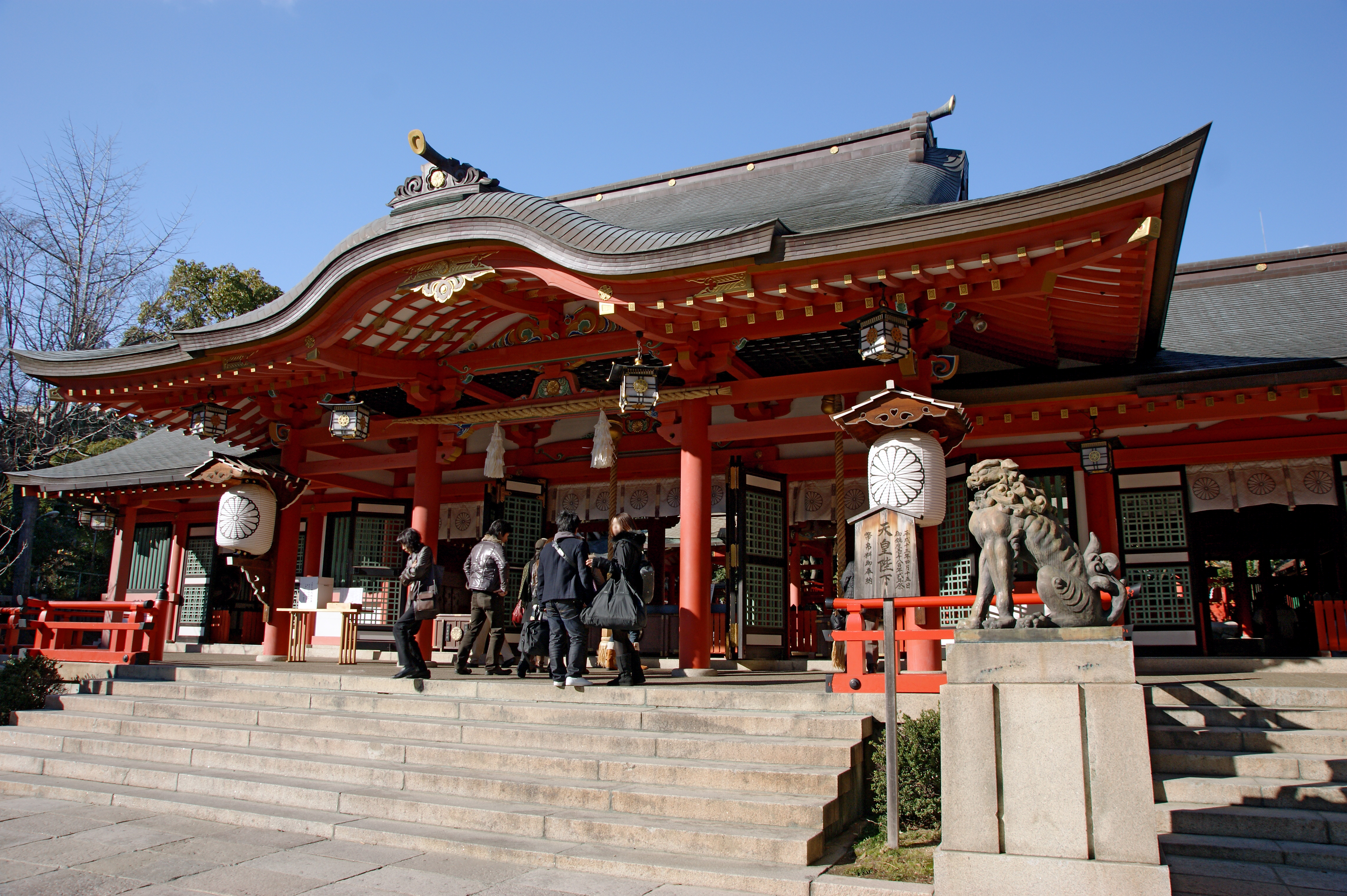
競馬場は生田神社の東に建設された

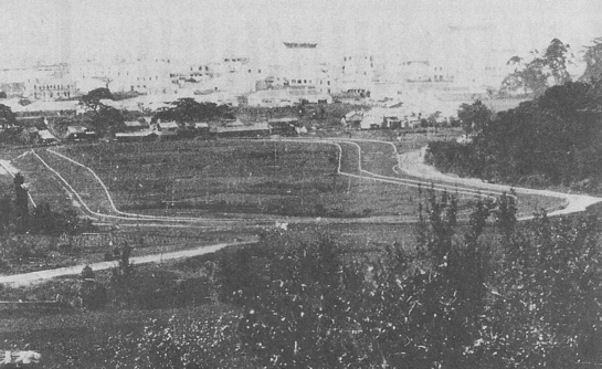
1871年当時の競馬場遠景（北側から撮影）。コースの向かって右側手前が第2コーナー、その奥が第3コーナー。向こう正面の右横に見えるのが生田神社の鎮守の森（生田の森）。

居留地東北部の砂道は本来は建設用地で、購入者が決まっていなかったため空地となっていたものを競馬に使用していたに過ぎなかった。そのため5月になると競馬場の建設を求める声が上がるようになった。HRCは秋までに神戸外国人居留地の外、生田宮村の東西を生田神社と旧生田川、南北を西国街道（現在の花時計線）と中山手通りに挟まれた土地について兵庫県を通じて日本政府と借地契約を結んで競馬場の建設用地を確保し建設工事に着手した。正確な着工時期や竣工時期は定かではないが9月末までには競馬を行うコースの地ならしや柵の設置など基本的な工事が完了し、その後11月12日（10月9日）と13日（10日）に行われた開催までには完成した。コースの素材はダートで、居留民のレクリエーションのためにも使用された（例えば1871年4月には居留外国人による運動会が開かれている）。なお、HRCは9月に名称をヒョウゴ・オーサカ・レース・クラブ（HORC）に改めた。
11月12日（10月9日）から13日（10日）にかけて、HORCの下で初となる競馬が完成したばかりの競馬場で行われた。それまで居留地内で行われていた競馬と違い、居留地の外にある競馬場で行われる競馬は日本人も自由に見学することができた。物珍しさも手伝ってこの開催は大勢の日本人が見物に訪れ、それまでの中で最大の盛り上がりを見せた。開催終了後、11月20日付のコウベ・オーサカ・ヘラルド紙は「神戸の競馬の前途は明るい」と報じた。

### 競馬場の改修と移転に関する問題の発生
1870年以降も競馬は年2回（春と秋）のペースで開催されて活況を呈し、1回の開催における開催日数は1870年秋以降3日に増加した。しかし競馬場はいくつかの構造上の問題を抱えていた。まず第2コーナーと第3コーナーのカーブが急で、襲歩で走行できないほど急であった。またダートコースの水はけは非常に悪く、横浜競馬場のようにコースに芝を張ることが検討されたものの技術的に困難であるという理由から断念された。HORCの内部ではコースの補修を行うか別に用地を確保し新しい競馬場を建設するべきであるという議論がしばしば持ち上がり、1870年7月に開かれた総会で将来的な移転を見据えつつ改修工事を行うという結論に達した。そんな折、11月になって日本政府が競馬場が建てられていた土地を鉄道の敷設のために接収する計画が明らかとなった。HORCはこの計画を利用して新競馬場建設のための土地と費用を日本政府に用意させようとしたが代替地の選定や新競馬場の造成費の負担を巡って交渉は難航し最終的に日本政府が路線を競馬場の南側に迂回させることを決断したため、鉄道敷設に伴う新競馬場建設の可能性は消滅した。

### 神戸居留地競馬の終焉

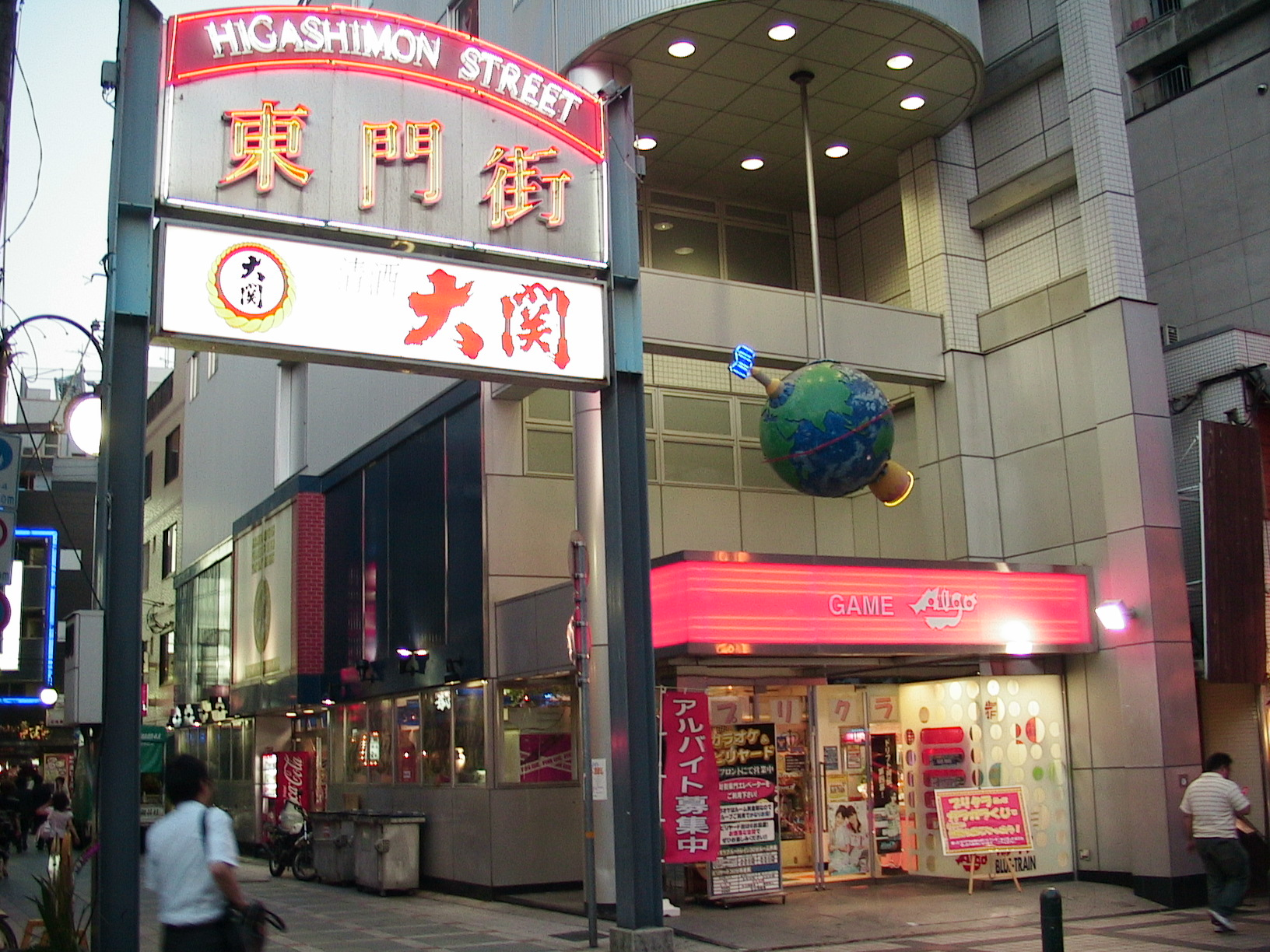
現在の生田東門商店街（東門街）

1873年から1874年にかけて日本の経済状況は悪く、その影響は神戸外国人居留地の居留外国人が行う商業活動にも影響を及ぼした。さらに後述する競走馬の問題（日本産馬と中国産馬のいずれを重視するか）が加わってHORCの会員数は減少し、それに伴い競走馬の頭数は開催の成立が危ぶまれるほどに減少した。開催日数は1874年春に2日、同年秋に1日と減少し1875年には開催が中止に追い込まれた。同年秋、HORCは日本政府に対して経済状況の悪化を理由に借地料の減額を請願し、さらに居留地東側にある内外遊園地の外周部分に新コースを建設する計画を申請したがいずれも却下された。その結果翌土地は借地料の支払い不能により接収され、それに伴い競馬場は日本側に返還されることになりHORCは1876年以降競馬を開催することができなくなった。資金難から新たな競馬場を建設する見込みも立たず、HORCは1877年11月をもって解散した。この後、神戸外国人居留地で競馬が行われることはなかった。
競馬場の跡地には店舗が立ち並ぶようになり、神戸市街の中心地が三宮に定まると同市を代表する歓楽街の一つである生田東門商店街（東門街）が形成された。同商店街の通りはS字に曲がっているが、これは競馬場のコース形態の名残である。

## 開催の詳細
なお、1872年春の開催より後、1874年春の開催より前の時期については、開催の詳細を記録した資料が現存していない。

### 使用された馬の種類

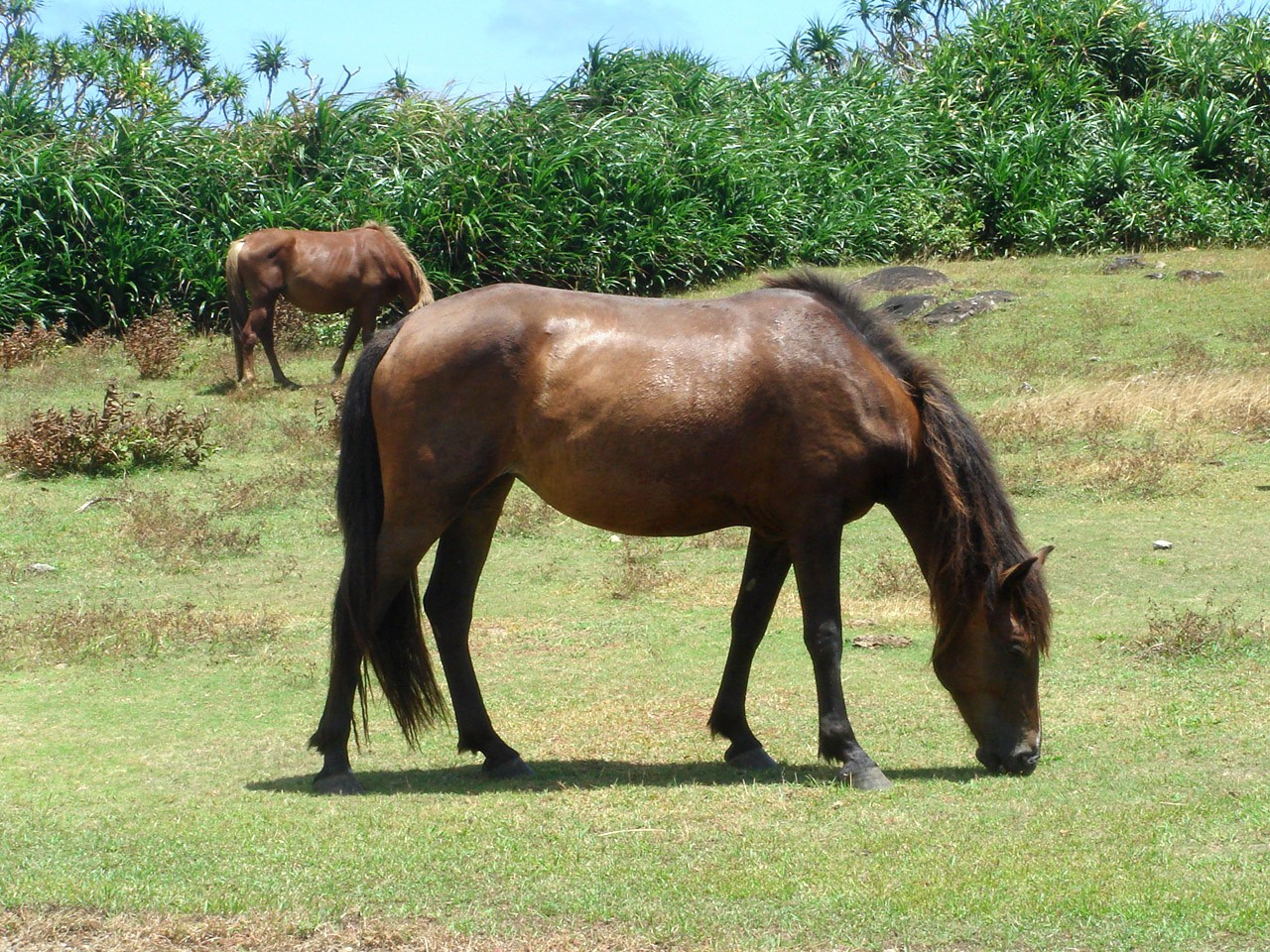
日本産馬（日本在来馬）と中国産馬はともに体高が低く、「ポニー」と呼ばれた（写真は日本在来馬のひとつ、与那国馬）。

神戸居留地競馬で競走馬として使用されたのは、日本産馬（日本在来馬。体高が低かったため、ジャパンポニーと呼ばれた）と中国産馬（品種は不明。日本産馬と同様に体高が低く、チャイナポニーと呼ばれた）である。その他、1869年秋までは障害競走用に「ホース」と呼ばれる日本産馬や中国産馬より大型の馬も使用されていた。日本産馬は総じて気性が荒くしかも馴致が行われていなかったため、レースでは騎乗者の指示に従わずにスタート直後から全力で疾走しスタミナ切れを起こす欠点を持っていた。それに対し中国産馬は馴致が十分になされており、日本産馬のようにスタミナ切れを起こさなかった。これらの要因から日本産馬は中国産馬よりも能力的に大きく劣った。
日本産馬と中国産馬のいずれを重視するべきかについてはHORC内部で意見の対立があり日本産馬重視派は日本産馬を用いることで日本の馬産の発展に資することができると主張し、さらに日本産馬と比べて高価な中国産馬を重視し過ぎた場合、資力に優れた馬主によって賞金が独占されてしまう懸念や賭けによって資金を確保するために八百長を行う危険性があると指摘した。これに対し中国産馬重視派は日本の馬産の発展など考慮する必要はなく、能力に優れた中国産馬を走らせることでより本格的な競馬を行うことができると主張した。実際には初期の開催では日本産馬およびその馬主に配慮した番組編成がなされたものの、次第に中国産馬に重きを置いた番組編成がなされるようになった。それに伴って競馬は中国産馬を購入できる資力のある馬主によって独占され、資力の乏しい馬主はHORCを退会していった。最後の開催となった1874年秋の開催では出走した日本産馬はわずか1頭で、それまで施行されていた日本産馬限定競走は施行されなかった。

### 番組
神戸居留地競馬の番組（競走プログラム）はほとんどが平地競走によって構成され、数は少なかったが障害競走も行われていた。このうち平地競走には日本産馬限定競走、中国産馬限定競走、日本産馬と中国産馬の混合競走の3種類があった。障害競走には日本産馬限定競走、日本産馬と中国産馬の混合競走の2種類があり、その他前述のように1869年秋まではホースによる競走も行われていた。障害競走は1872年春まで施行されていたことが確認できるが、1874年には施行されていない。その間の開催の詳細に関する資料は現存していないため、いつから施行されなくなったかは不明である。前述のように日本産馬と中国産馬との間には大きな能力差があったため、日本産馬と中国産馬の混合競走では中国馬が優勢であった。
神戸居留地で施行されていた主要な競走は以下の通り。
- ニホンチャンピオンカップ（Niphon Champion Cup）

日本産馬限定競走。日本産馬のチャンピオン決定戦。同一馬または同一馬主の馬が2開催連続で優勝することでタイトル獲得となった。
- チャレンジカップ（Challenge Cup）

日本産馬と中国産馬の混合競走。実質的な中国産馬のチャンピオン決定戦として創設された。同一馬または同一馬主の馬が2開催連続で優勝することでタイトル獲得となった。
- 開催優勝馬登録義務競走

当該開催の優勝馬に登録義務があった。事実上の開催チャンピオン決定戦。競走名は開催によって異なった。
- ミカドズプレート（Mikado's Plate）

日本人官吏（Samurai）騎乗限定競走。1869年春・秋、1870年春、1871年春に番組が組まれたことが確認されている。1869年春・秋は参加登録がなく競走不成立。

### 活躍した主な競走馬
日本産馬
- Sans Reproche

横浜レース倶楽部（YRC）からの移籍馬。1869年秋と1870年春のニホンチャンピオンカップを優勝し、同競走のタイトルを獲得した。1869年春に出走した日本産馬と中国産馬の混合競走では中国産馬を相手に勝利を収めた。
- Delight

YRCからの移籍馬。1870年秋のニホンチャンピオンカップを優勝。出走回数は少なく、日本産馬としてあまりに力が抜けていたために他の日本産馬への配慮から出走を手控えていたともいわれる。1870年秋と1872年春にはチャレンジカップに出走し中国産馬に挑んだがそれぞれ5頭中4着、6頭中6着に終わった。
- Ayanami

1870年秋の開催で初出走。1871年春・秋とニホンチャンピオンカップを優勝し同競走のタイトルを獲得。1871年春にはチャレンジカップに出走して中国産馬に挑んだが6頭中6着に終わった。
中国産馬
- Gray Friar

1869年秋の開催においてチャレンジカップ優勝を含む5戦5勝の成績を挙げた。
- Black Pearl

1870年春の開催においてチャレンジカップ優勝を含む4戦4勝の成績を挙げた。
- Black Cock

1871年春から1872年春にかけて開催優勝馬登録義務競走3連覇を達成し、開催チャンピオンとして君臨し続けた。その間、チャレンジカップには出走しなかった。息の長い活躍を見せ、1874年春の開催でも3勝を挙げている。

### 競馬場
1869年に建設された競馬場の規模は公称で総敷地6000坪、コースは左回りのダートコースで1周1150ヤード（約1050m）であったが実際には総敷地5113坪3合、コースは1周950ヤード（約870m）に満たなかったといわれている。競馬場は前述のように第2コーナーと第3コーナーが襲歩で走行できないほど急で、その上コースの水はけが悪いという欠陥を抱えていた。さらにそうした欠陥を抱えていたがゆえにしばしば競馬場の移転が検討され、移転までの仮の競馬場と見なされがちであった影響から競馬場の施設は十分な補修が施されないまま放置されがちであった。競馬開催時には競馬場内のスタンドのほか、周辺の土地を借りて小屋を建てて観客を収容した。なお、1868年のクリスマスと1869年春に競馬が行われた居留地東北部のコースは1周が約800mほどであったといわれている。

### ギャンブル
神戸居留地競馬はギャンブルの対象となり、HORC（HRC）や居留地内で営業する複数の商社がlotteryと呼ばれる馬券（どのような方式の馬券であったかは不明）を神戸・川口両居留地内のホテルで販売した。馬券購入の際の検討資料としては新聞が予想記事を執筆したほか、各競走に登録した競走馬などを記載したレースブックと呼ばれる本が発売されていた。なお前述のように日本産馬と中国産馬のいずれを重視するべきかという議論においては、高価な中国産馬を重視すると馬主がその購入代金を捻出するために八百長を仕組んで競走結果を操作する危険性が指摘された。

### 横浜レース倶楽部との交流
横浜居留地では1862年に横浜レース倶楽部（YRC）が成立し、1866年から横浜競馬場で競馬が開催されていた。YRCとHORCの交流は、まずHORCの会員によるYRC会員が所有する競走馬の購入という形で始まった。主な馬に前述のSans ReprocheやDelightがいる。
1871年春になると、HORCに所属していた競走馬がYRC会員の名義で横浜競馬場の競走に出走するケースが見られるようになった（出走馬の競走馬名については不明）。さらに1872年春になると、HORCに所属する競走馬がHORC会員の名義のまま横浜競馬場の競走に出走するようになった。出走したのはGin Yen（日本産馬）とGenseric（中国産馬）の2頭で、Gin Yenが1勝を挙げた。その後も1872年秋にGenseric（2勝）とChisai（日本産馬、1勝）、1873年春にCrusader（中国産馬、2勝）とChisai（0勝）、1874年春にGame Cock（中国産馬、2勝）とWoodcock（中国産馬、0勝）、Frair Tuck（日本産馬、0勝）、1874年秋にFinale（品種不明、0勝）が出走した。このうち1872年春に出走したGin Yenと1873年春に出走したCrusaderは開催後YRCの会員に購入され、横浜で競走生活を送った。一方、1872年秋にはYRC所属の競走馬3頭（中国産馬Edgar、中国産馬Will o'the Wisp、日本産馬Massaki）がHORCの開催に出走したがいずれも未勝利に終わっている。この開催以外でYRC所属馬が神戸で出走したという記録はない。